# Židovský hřbitov Sennfeld
Židovský hřbitov Sennfeld je židovský hřbitov ve městě Adelsheim v Bádensku-Württembersku. Je chráněnou kulturní památkou.
Židovská komunita Sennfeld pohřbívala své mrtvé na židovském hřbitově Bödigheim. V roce 1882 vznikl samostatný hřbitov v lesním prostředí severovýchodně od Sennfeldu. Od roku 1884 ho začali užívat Židé z Adelsheimu a od roku 1889 také Židé z Korbu. Je zde válečný památník pro sedm padlých v první světové válce z židovské komunity. První pohřeb se konal v roce 1884 a poslední 1939. 131 náhrobních kamenů zůstalo zachováno.